# Vildnis (album)
 For alternative betydninger, se Vildnis. (Se også artikler, som begynder med Vildnis)
Vildnis er selvbetitlede debutalbum fra det danske band Vildnis. Det blev udgivet den 14. august 2003. Det modtog tre ud af seks stjerner i musikmagasinet GAFFA.

## Spor
1. "Jeg Vil Elske" - 3:55
2. "Cubana" - 2:59
3. "Min Frihed" - 3:51
4. "Vidunderlige Irene" - 3:25
5. "Vær Rar" - 3:00
6. "Hvordan?" - 2:38
7. "Hvor Fedt Er Det?" - 3:14
8. "Røde Rulleskøjter" - 4:48
9. "Charlottenlund Badeanstalt" - 4:13
10. "Jeg Gik Ud" - 3:59
11. "Eric Greep" - 3:20
12. "Røde Roser" - 2:47
13. "Båltale" - 5:18